# Ruta 907 (Costa Rica)
La Ruta 907, oficialmente Ruta Nacional Terciaria 907, es una ruta nacional de Costa Rica ubicada en la provincia de Guanacaste.

## Descripción
En la provincia de Guanacaste, la ruta atraviesa el cantón de Nicoya (los distritos de San Antonio, Quebrada Honda).